# Armin Čerimagić
Armin Čerimagić (Sarajevo, 14 januari 1994) is een Bosnisch voetballer die meestal als linksbuiten speelt. Hij staat onder contract bij KAA Gent. In januari 2013 leende die club hem voor zes maanden uit aan Eendracht Aalst. Op 25 juli 2013 werd besloten om hem ook een tweede seizoen bij De Ajuinen te laten rijpen. Na passages in Polen bij Górnik Zabrze en GKS Katowice komt hij nu uit voor het Sloveense NŠ Mura.

## Clubcarrière
KAA Gent haalde Armin Čerimagić in januari 2011 weg bij het Bosnische FK Željezničar Sarajevo. Op 12 december 2012 werd besloten om hem zes maanden uit te lenen aan  Eendracht Aalst, dat in de tweede klasse speelt. Hij speelde in totaal tien wedstrijden bij Eendracht Aalst. Hij startte zevenmaal in de basiself en mocht drie keer invallen. Hij heeft nog een contract tot juni 2015 bij KAA Gent.

## Statistieken[3]
| Seizoen | Club              | Competitie    | Wedstrijden | Doelpunten |
| ------- | ----------------- | ------------- | ----------- | ---------- |
| 2010/11 | KAA Gent          | Eerste klasse | 0           | 0          |
| 2011/12 | KAA Gent          | Eerste klasse | 0           | 0          |
| 2012/13 | KAA Gent          | Eerste klasse | 0           | 0          |
| 2012/13 | → Eendracht Aalst | Tweede klasse | 10          | 0          |
| 2013/14 | → Eendracht Aalst | Tweede klasse | 11          | 1          |
| 2014/15 | Górnik Zabrze     | Ekstraklasa   | 4           | 0          |
| 2015/16 | Górnik Zabrze     | Ekstraklasa   | 18          | 1          |
| 2016/17 | Górnik Zabrze     | I Liga        | 9           | 0          |
| 2016/17 | GKS Katowice      | I Liga        | 7           | 0          |
| 2017/18 | GKS Katowice      | I Liga        | 16          | 2          |
| Totaal  | Totaal            | Totaal        | 75          | 4          |